# Renault-Nissan-Mitsubishi
Die Allianz Renault-Nissan-Mitsubishi ist ein Bündnis der drei Automobilhersteller Renault, Nissan und Mitsubishi Motors.

## Geschichte
Am 27. März 1999 unterzeichneten Louis Schweitzer und Yoshikazu Hanawa in Tokio einen Bündnisvertrag zwischen Renault und Nissan. Drei Jahre später, am 28. März 2002, wurde für die gemeinsame Strategie und Synergienutzung eine B.V. nach niederländischem Recht gegründet: die Renault-Nissan B.V.
Renault-Nissan war 2010 mit 6,7 Millionen produzierten Fahrzeugen viertgrößter Automobilhersteller hinter Toyota, General Motors und der Volkswagen AG sowie vor der Hyundai Motor Group. Renault-Nissan konnte somit seine Position aus dem Jahr 2009 behaupten, als 6,085 Millionen Fahrzeuge abgesetzt wurden.
2012 übernahm die Allianz den russischen Autobauer AwtoWAS mit seiner Marke Lada, der aber nach dem Russischen Überfall auf die Ukraine im Jahr 2022 wieder abgestoßen wurde.
2016 trat Mitsubishi Motors im Rahmen des Einstiegs von Nissan bei Mitsubishi der Allianz bei.
2018 verkaufte die Allianz nach eigenen Angaben 10,8 Millionen Fahrzeuge.
Nach den Vorkommnissen um Carlos Ghosn verkaufte Renault 2023 einen kleinen Anteil an Nissan und die kombinierten Verkäufe des Trios werden nicht mehr publiziert, Renault verkaufte 2023 2.235.345 Fahrzeuge, bei Nissan waren es 3.444.164, bei Mitsubishi 1.024.010, kombiniert also 6.703.519 Stück.

## Marken
| Renault         | Nissan                   | Mitsubishi |
| --------------- | ------------------------ | ---------- |
| Renault         | Nissan                   | Mitsubishi |
| Dacia           | Infiniti (Marke)         |            |
| Renault Samsung | Datsun (ehemalige Marke) |            |
| Alpine          | Venucia (Joint-Venture)  |            |
|                 | Prince (ehemalige Marke) |            |

Beteiligungen
1. ↑  Dacia: 99,4 % Renault, 0,6 % Streubesitz
2. ↑  Renault Samsung: 80,1 % Renault; 19,9 % Samsung

## Aktienanteile
Die Allianz ist durch einen Aktientausch miteinander verbunden. Die so entstandene Gruppe „basiert auf Vertrauen und gegenseitiger Achtung“. Renault und Nissan sind an der Allianz jeweils zu 40 Prozent und Mitsubishi mit 20 Prozent beteiligt.

## Gemeinsame Entwicklungen
Neben einer gemeinsamen Plattformstrategie und gemeinsam entwickelten Motoren und Komponenten gibt bzw. gab es auch durch Badge-Engineering geschaffene Modelle, wie z. B. den Hochdachkombi Renault Kangoo (= „Nissan Kubistar“), oder die Kleintransporter (in Kooperation mit Opel, vor dessen Verkauf an Groupe PSA): Renault Trafic (= „Nissan Primastar“) und Renault Master (= „Nissan Interstar“).

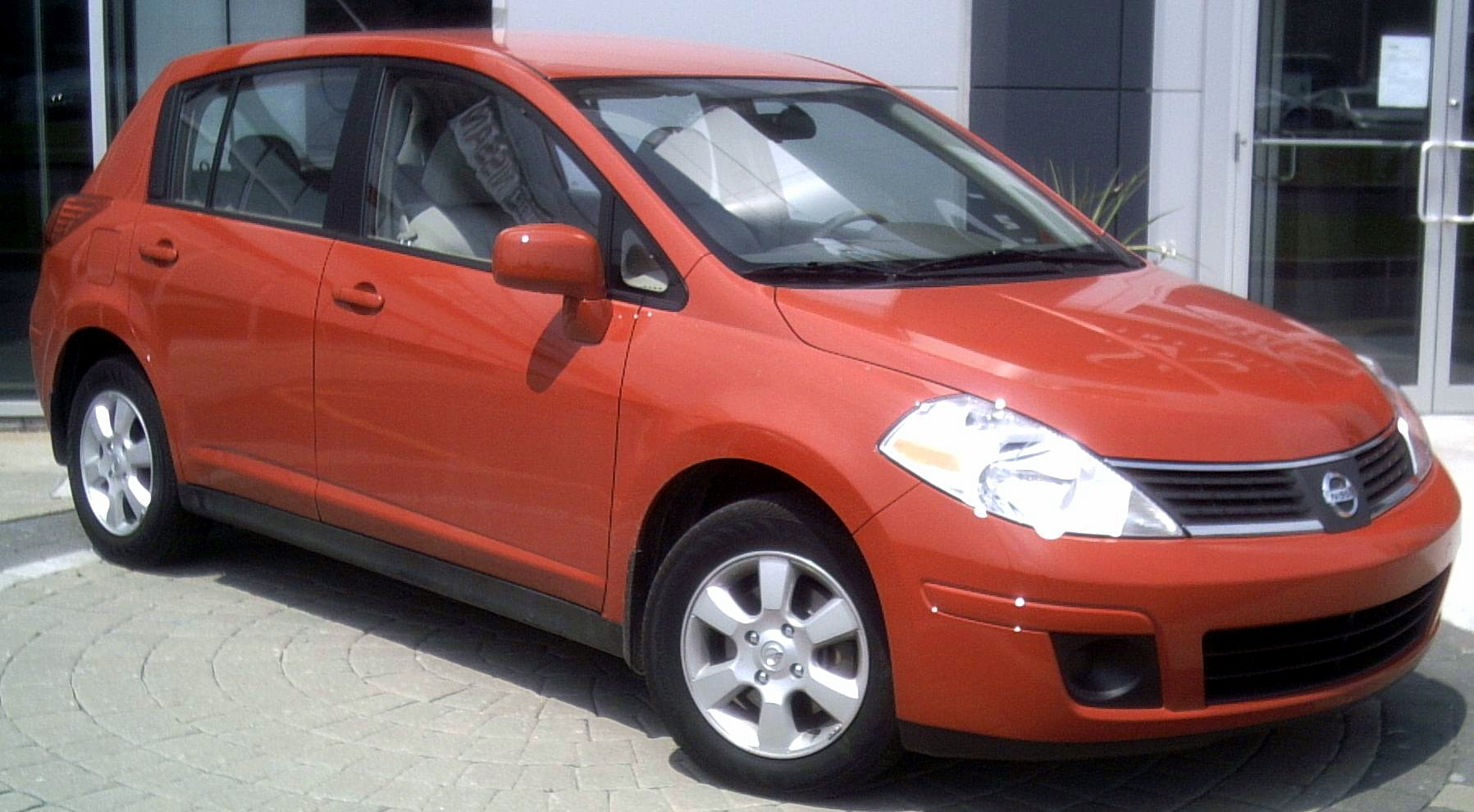
Auf Plattform „B“: Nissan Tiida/Versa
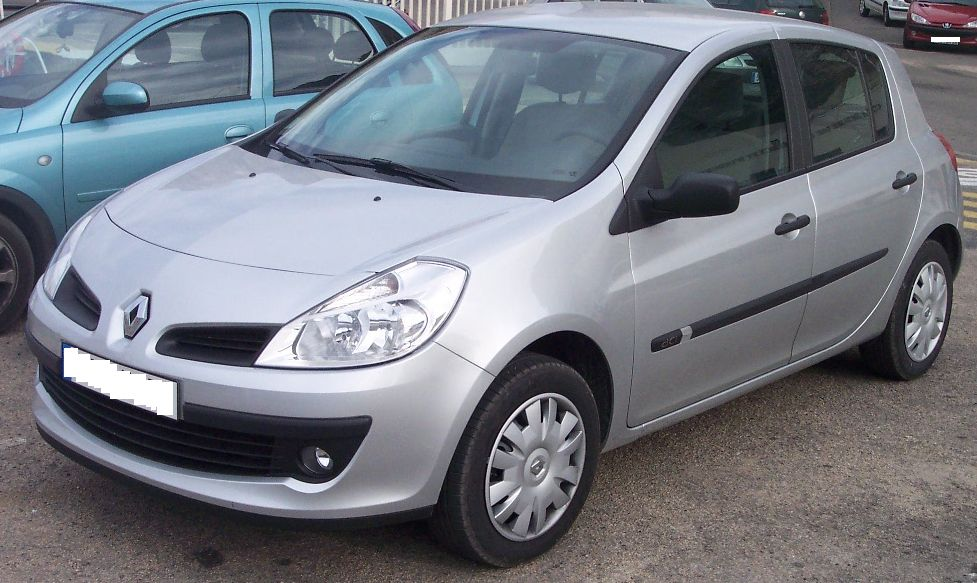
Auf Plattform „B“: Renault Clio III
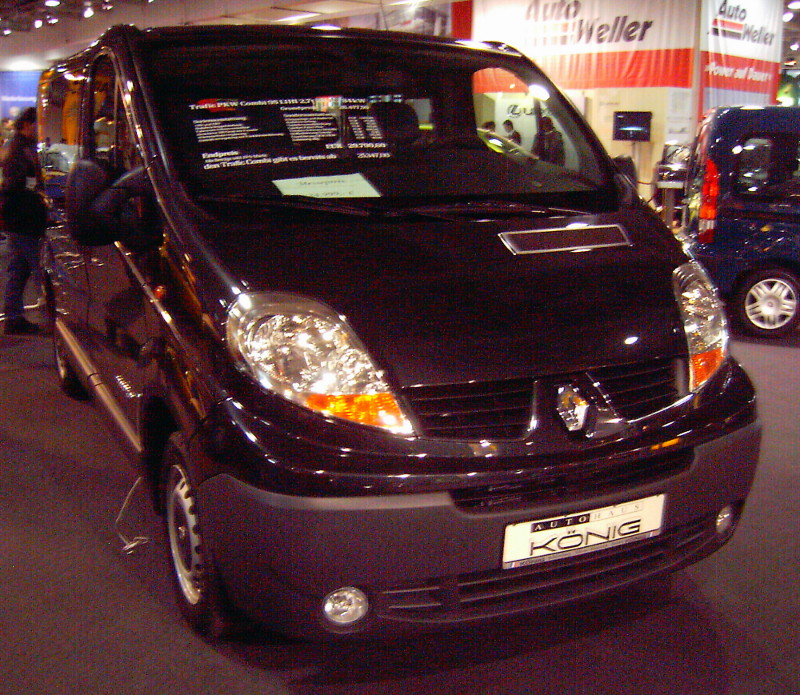
Renault Trafic
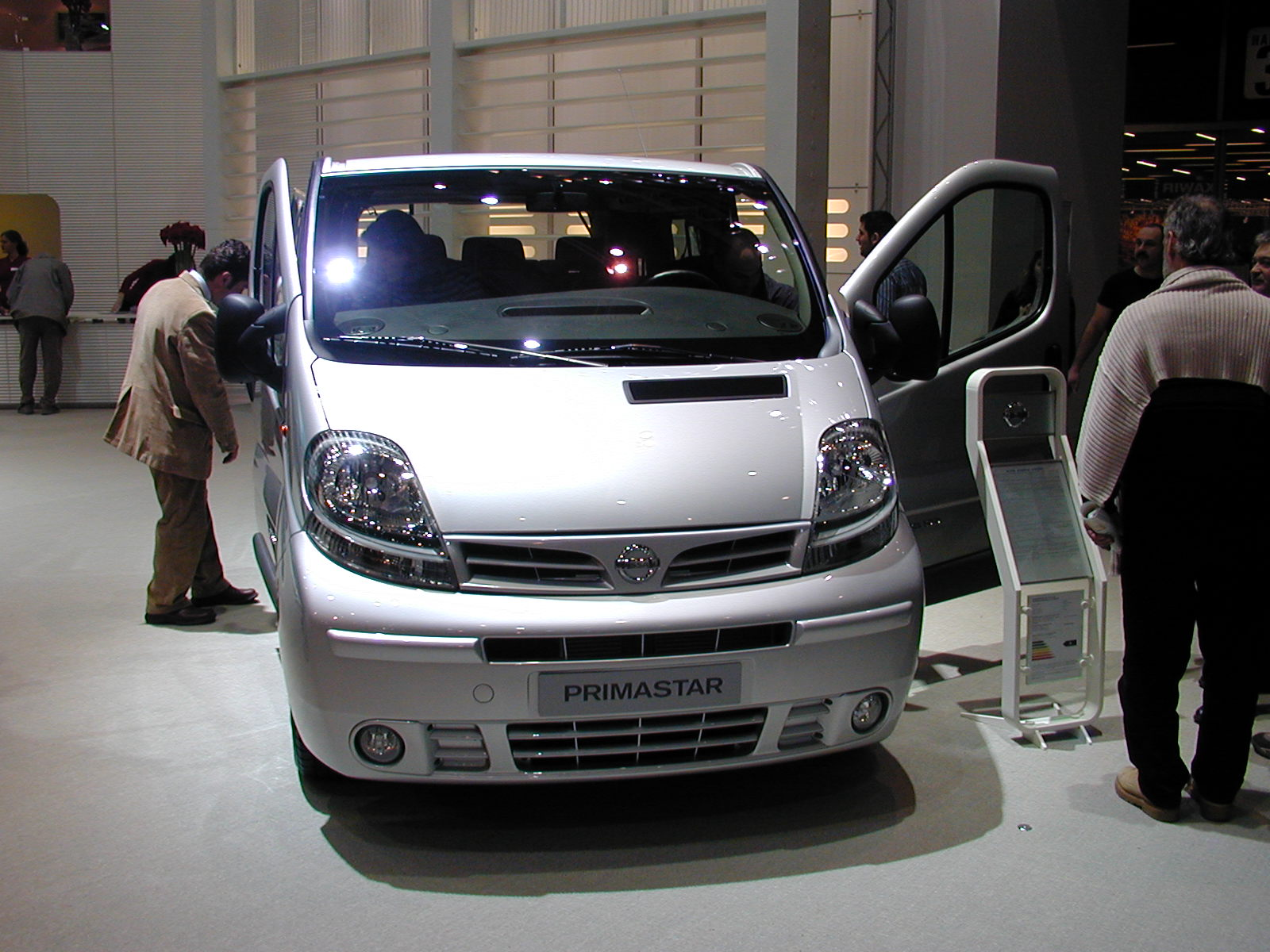
Nissan Primastar
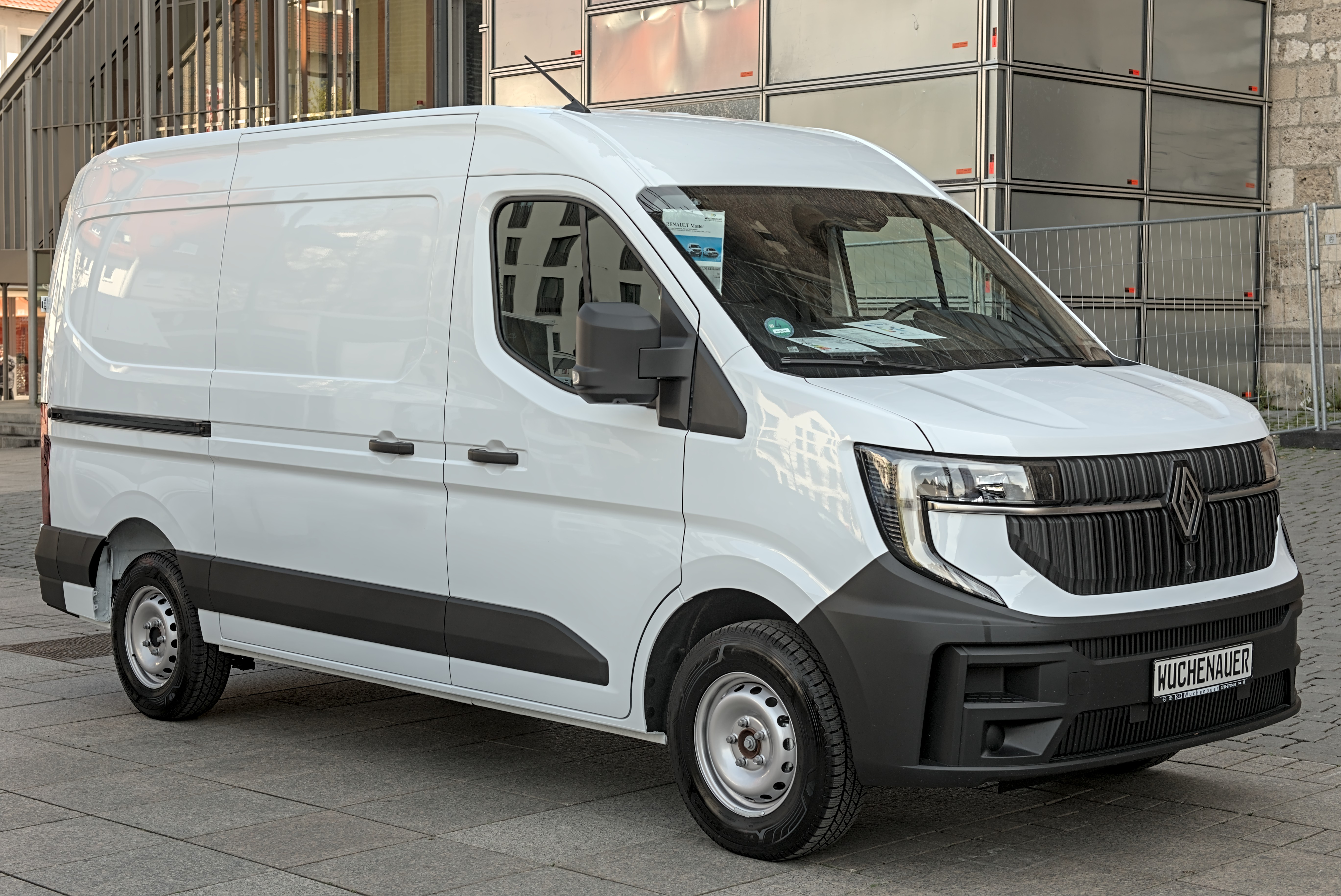
Renault Master
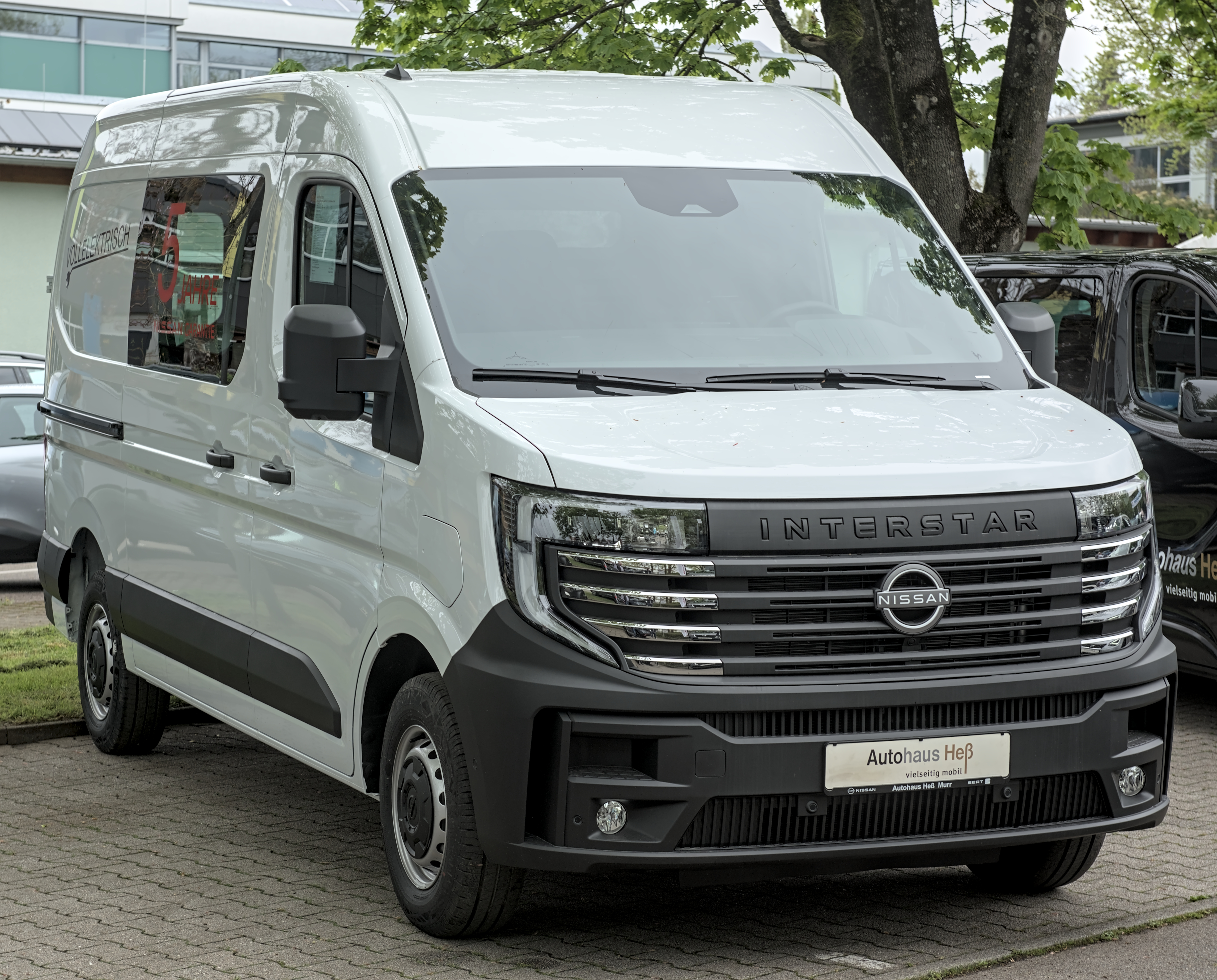
Nissan Interstar

Synergien von Renault und Nissan wurden systematisch genutzt und geschaffen. So sollten die vorher 33 Plattformen bis 2010 auf zehn zusammengelegt werden, was schon 2005 1,4 Milliarden Dollar beim Einkauf sparte und noch höhere Summen bei der Entwicklungsarbeit. Nissan Micra, Renault Modus und weitere Modelle basieren auf der gemeinsamen B-Plattform, die C-Plattform, auf der Mégane und Scenic beruhen, sollte Grundlage für die Kompaktmodelle von Nissan wie den Almera werden.
Erfolgreiche Modelle werden in Auslandswerken des Partners gebaut, so der Renault Scenic im mexikanischen Nissanwerk in Cuernavaca, der Nissan-Pickup im Renaultwerk Brasilien. Gemeinsame Logistik und gemeinsamer Vertrieb stärkt Nissan durch die Nutzung von Renaults starker Präsenz in Europa und Südamerika und stärkt Renault durch Nutzung von Nissans starker Position in Ostasien, Nordamerika und Australien. Gemeinsam sollte der indische Markt angegangen werden.

## Absatzzahlen
Die folgende Tabelle zeigt die Absatzzahlen der Marken der Allianz im Jahr 2016, sowie die Absatzentwicklung 2016:
| Land                   | Renault | Nissan    | Dacia   | Infiniti | Datsun | Marktanteil | Marktanteil | Entwicklung           |
| Land                   | Renault | Nissan    | Dacia   | Infiniti | Datsun | 2015        | 2016        | Entwicklung           |
| ---------------------- | ------- | --------- | ------- | -------- | ------ | ----------- | ----------- | --------------------- |
| Frankreich             | 407.936 | 0069.072  | 110.529 | 003.295  | --     | 29,1 %      | 29,3 %      | 0+6,4 %               |
| Deutschland            | 125.300 | 0072.547  | 049.124 | 002.197  | --     | 07,1 %      | 07,5 %      | +10,2 %               |
| Italien                | 121.137 | 0055.190  | 049.562 | 001.764  | --     | 12,6 %      | 12,4 %      | +13,6 %               |
| Vereinigtes Königreich | 085.102 | 0152.525  | 026.499 | 002.891  | --     | 09,8 %      | 09,9 %      | 0+3,9 %               |
| Spanien                | 090.540 | 0057.124  | 044.601 | 001.234  | --     | 17,1 %      | 16,8 %      | 0+8,6 %               |
| Vereinigte Staaten     | --      | 1.426.130 | --      | 138.293  | --     | 08,5 %      | 08,9 %      | 0+5,4 %               |
| Kanada                 | --      | 0122.059  | --      | 012.094  | --     | 06,8 %      | 06,9 %      | 0+3,2 %               |
| Mexiko                 | 029.917 | 0402.055  | --      | 002.231  | --     | 27,6 %      | 27,1 %      | +16,3 %               |
| Argentinien (2015)     | 077.380 | 0007.438  | --      | --       | --     | 13,8 %      | 12,8 %      | +19,3 % (bis Juni 16) |
| Brasilien (2015)       | 181.563 | 0061.235  | --      | --       | --     | 09,8 %      | 010,1 %     | −19,7 %               |
| Russland (2015)        | 120.411 | 091.100   | --      | 005.495  | 31.697 | 15,5 %      | 14,6 %      | −22,1 %               |

## Strategische Kooperation mit Daimler
Die Renault-Nissan-Allianz startete 2010 eine strategische Kooperation mit Daimler. Daimler beteiligte sich damals an Nissan und Renault mit je 3,1 %, während Nissan und Renault je 1,55 % der Daimler-Aktien hielten.
Gemeinsame Projekte:
- gemeinsame Nutzung von Motoren und Antrieben,[16] z. B. dem Dieselmotor Mercedes-Benz OM 607 ≈ Renault K9K
- Renault Kangoo II als Basis für den Mercedes-Benz Citan
- gemeinsame Bodengruppe für Renault Twingo III und Smart[18]
- Mercedes-Benz Motoren für Infiniti Q50[19]
- Infiniti Q30 auf Basis der Mercedes-Benz A-Klasse[20]
- Nissan Navara als Basis für den Renault Alaskan und die Mercedes-Benz-X-Klasse

## Beteiligung an AwtoWAS
Die Renault-Nissan Allianz gab im Dezember 2012 bekannt, dass sie über ein Joint-Venture mit dem Namen Alliance Rostec Auto BV eine Mehrheit am russischen Autobauer AwtoWAS übernehmen wolle. Mitte 2014 sollten 67,13 % der Anteile an Alliance Rostec Auto BV bei Renault-Nissan liegen, wobei Alliance Rostec Auto BV 74,5 % an AwtoWAS hielt. AwtoWAS ist der größte Automobilhersteller in Russland und stellt Modelle der Marke Lada her. Carlos Ghosn bezeichnete im April 2014 AwtoWAS als „Teil der Allianz“. Die Verkaufszahlen der Lada Modelle wurden bereits in die Aufstellung der Verkaufsergebnisse von Renault-Nissan von 2013 aufgenommen. Renault-Nissan wollte AwtoWAS durch Modernisierungen wettbewerbsfähiger machen und Lada als Hauptmarke in Russland führen. Daneben sollten in Russland Modelle der Marken Renault, Nissan, Datsun und Infiniti angeboten werden.
Auch mit AwtoWAS wurden technische Synergien geschaffen: So basierte der Datsun on-Do auf einer angepassten Plattform des Lada Granta und wurde im AwtoWAS Werk im russischen Togliatti gebaut.
Nach dem russischen Überfall auf die Ukraine gab Renault im April 2022 seinen vollständigen Rückzug aus Russland bekannt. Die Anteile an AwtoWAS wurden für einen symbolischen Rubel an das NAMI verkauft, während das Renault-Werk in Moskau an die Stadtverwaltung übergeben wurde.

## Einstieg von Nissan bei Mitsubishi
Gemäß einer Ankündigung von Nissan vom 12. Mai 2016 übernahm Nissan bis zum 20. Oktober 2016 insgesamt 34 % der Anteile an Mitsubishi Motors. Anders als bei der Beteiligung an AwtoWAS, die von der Renault-Nissan B.V. getätigt worden war, war es diesmal der Allianz-Partner Nissan alleine, der die Anteile erwarb. Seitdem ist Mitsubishi ein Teil der Renault-Nissan-Allianz.